# Sesbania grandiflora
Sesbania grandiflora of schaamboom is de botanische naam van een in tropische gebieden veel aangeplante boom. De Indonesische naam is turi.
Het is een los vertakte, tot 10-15 meter hoge, eenhuizige boom met een tot 25–30 centimeter dikke stam. De bladeren zijn afwisselend geplaatst aan het uiteinde van de takken, 15-30 centimeter lang en samengesteld uit 10-25 paar deelblaadjes. De deelblaadjes zijn ovaal, 3–4 centimeter lang, circa 1 centimeter breed en worden heldergeel voordat ze afvallen.
De bloemen groeien met twee tot vijf stuks in clusters die hangen aan de basis van de bladeren. Ze lijken op de bloemen van erwten en zijn wit, roze of rood van kleur. Ze zijn 5–10 centimeter lang en gekromd. De peulvruchten zijn 30–60 centimeter lang en 0,8 centimeter breed. Ze bevatten vijftien tot veertig 3,5 mm grote boonachtige zaden.
De exacte oorsprong is niet bekend. Mogelijk stamt de plant uit India of Indonesië. De plant komt voor in India en in de meeste landen in Zuidoost-Azië, onder andere in Indonesië, Maleisië, Myanmar en de Filipijnen. Ook komt de plant voor van het zuiden van Mexico tot diep in Zuid-Amerika en in Zuid-Florida, de Caraïben, Hawaï, Mauritius, Oost-Afrika en West-Afrika. De plant komt voor van zeeniveau tot op 800m. Hij kan niet tegen temperaturen beneden de 10 °C. De plant kan ook overstromingen weerstaan, waarna hij drijvende adventiefwortels ontwikkelt. Hij kan ook droge perioden tot negen maanden weerstaan.
De bladeren, peulvruchten, zaden en bloemen zijn eetbaar. Vooral de ongeopende bloemen worden veel gegeten. Ze staan in Thailand bekend als dok kae. In Nederland wordt dok kae verkocht in Chinese supermarkten. Dok kae wordt gekookt of gestoomd verwerkt in stoofpotten en soepen. Ook kunnen ze rauw worden verwerkt in salades. De jonge bladeren kunnen gekookt, gestoomd of gefrituurd worden gegeten. De bladeren en de peulvruchten kunnen ook dienen als veevoer.

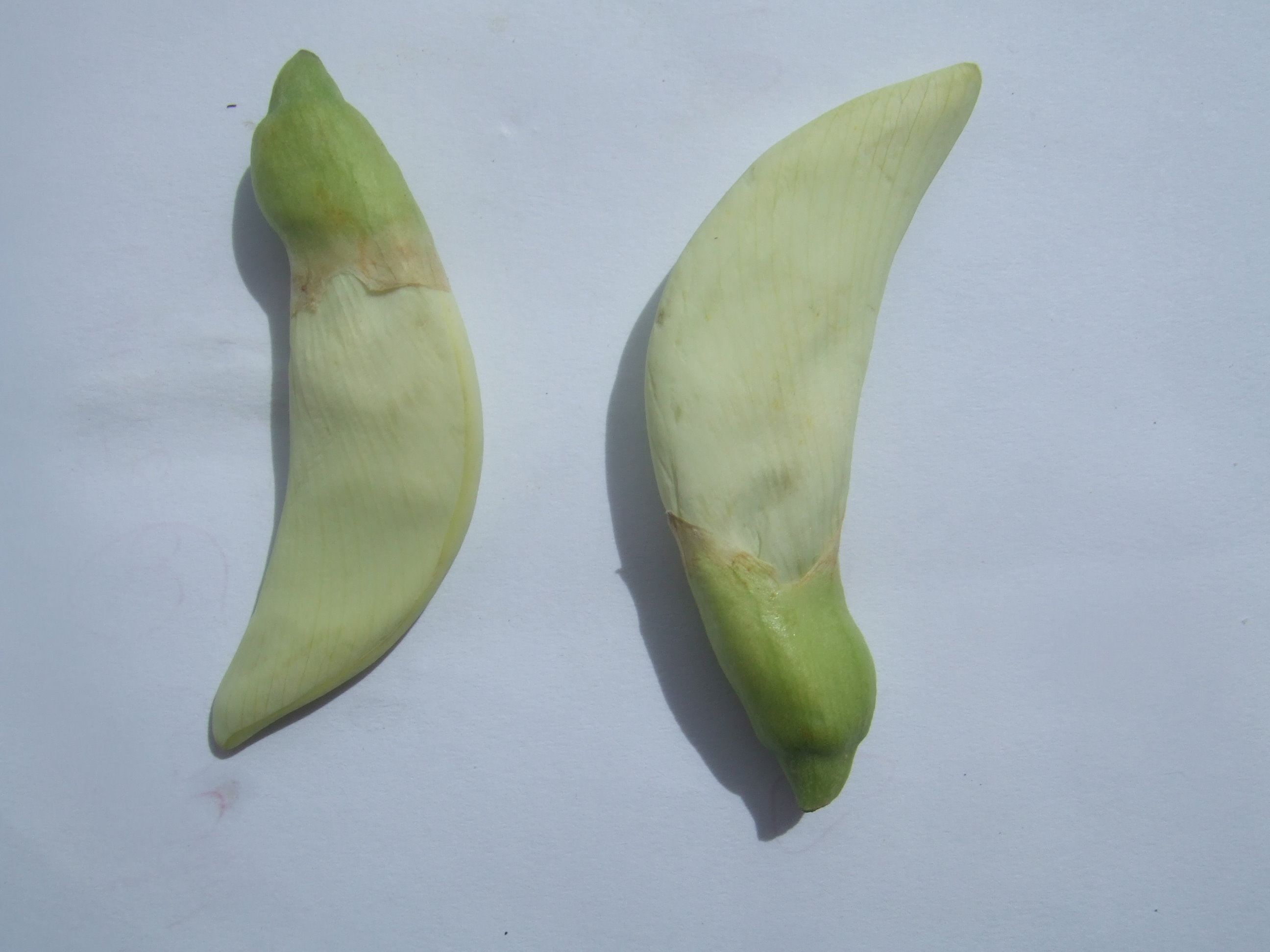
Dok kae